# Valenti (canción)
«Valenti» es el sexto sencillo de la cantante surcoreana BoA, lanzado el 28 de agosto de 2002. La versión coreana de la canción fue lanzada en su álbum coreano Miracle.

## Éxito comercial
«Valenti» alcanzó el puesto número dos en la lista de sencillos semanales de Oricon, su mejor espectáculo en ese momento, y se convirtió en su sencillo más vendido con más de 200 000 copias vendidas. BoA realizó «Valenti» en su primera aparición de Kōhaku Uta Gassen.

## Lista de canciones
| N.º | Título                        | Letras                | Música        | Duración |  |
| 1.  | «Valenti»                     | Chinfa Kang           | Kazuhiro Hara | 4:19     |  |
| 2.  | «Realize (Stay With Me)»      | BoA, Natsumi Watanabe | BoA           | 4:17     |  |
| 3.  | «Valenti» (Versión en inglés) | Emi K. Lynn           | Kazuhiro Hara | 4:18     |  |
| 4.  | «Valenti» (Instrumental)      |                       |               | 4:19     |  |

## Posicionamiento en listas
| Listas                           | Mejor posición |
| -------------------------------- | -------------- |
| Oricon Daily Albums Chart        | 2              |
| Oricon Weekly Albums Chart       | 2              |
| Oricon Monthly Albums Chart      | 2              |
| Oricon Yearly Albums Chart       | 65             |
| Oricon Weekly Singles Chart      | 1              |
| Soundscan Albums Chart (CD-Only) | 2              |